# Stauferpark
Der Stauferpark (auch bekannt als Bürgerhölzle) ist ein Göppinger Stadtviertel. 

## Lage
Der Stauferpark liegt nordöstlich des Göppinger Stadtzentrums (rund 3,5 km und zehn Minuten Fahrtdauer) am Fuße des Hohenstaufens. Über die Manfred-Wörner-Straße ist das Stadtviertel mit der L 1075 (Hohenstaufenstraße) und somit mit Göppingen verbunden. Nördlich des Stauferparks erstreckt sich das Oberholz, ein zwischen Göppingen und Hohenstaufen gelegenes Waldgebiet.

## Geschichte
Das Gebiet des heutigen Stauferparks wurde bis in die 1920er-Jahre hauptsächlich als Viehweide genutzt. 
1930 wurde auf Wirken des Göppinger Unternehmers Carl Hommel hin auf dem Gelände ein Flugplatz eingeweiht. Nach dem Zweiten Weltkrieg wurde der Flugplatz von der US Army übernommen. 1951 entstand an dem Truppenstandort Cooke Barracks ein Divisionshauptquartier. Nach mehr als vierzig Jahren verließen 1992 die letzten US-amerikanischen Soldaten die Anlagen. 
(Hauptartikel: Fliegerhorst Göppingen)
Das Gebiet fiel wieder unter die Verwaltung der Stadt Göppingen. Auf dem so neu gewonnenen Gelände sollte ein neues, attraktives Stadtviertel entstehen, das Arbeiten, Freizeit und Wohnen miteinander verbindet. So entstand ein Schwerpunkt im Gebiet der Mechatronik und das Gelände, auf dem die früheren Offiziersvillen standen, wurde ein Wohngebiet. Zwei weitere Wohngebiete südlich und westlich des Zentrums umrahmen heute das Gewerbegebiet.

## Kultur und Sehenswürdigkeiten

### Dr.-Herbert-König-Platz und Werfthalle
Der Dr.-Herbert-König-Platz, benannt nach dem früheren Bürgermeister der Stadt Göppingen, im Zentrum des Stauferparks ist auch kulturelles Zentrum des Stadtviertels. In der angrenzenden sogenannten Werfthalle finden öfters Veranstaltungen statt. Der Dr.-Herbert-König-Platz hat auch in mancher Hinsicht das Gelände um der EWS Arena (früher Hohenstaufenhalle), welche dem Göppinger Stadtzentrum allerdings näher ist, abgelöst. So gastieren z. B. Zirkusse nun im Stauferpark.

### Golfplatz
Bereits zur Zeit als das Gelände noch in Hand der US Army war entstand ein Golfplatz, der heute vom Golfpark Göppingen betrieben wird. 

### Fernsehstudio
In einem Fernsehstudio wurde vom SWR die ARD-Sendung Tigerenten Club produziert. Zur Sendung kamen Schulklassen aus dem gesamten Bundesgebiet nach Göppingen. 
Das damalige Fernsehstudio war früher eine Sporthalle des US-Militärs.
Im Jahr 2019 endete die Zeit der Tigerente in Göppingen und im Stauferpark wurde die letzte Sendung in Göppingen aufgezeichnet, so dass der Brecherhersteller Kleemann seine Firma weiter expandieren will. Der SWR hat im Jahr 2014 bereits angekündigt, für den Tigerenten Club wegen den Sparplänen mit dem geplanten Umzug nach Baden-Baden zu beginnen.